# Військова служба безпеки та розвідки
Військова служба безпеки та розвідки (мак. Воена служба за безбедност и разузнавање) — розвідувальна служба Міністерства оборони Північної Македонії. 

## Завдання
- Планування, аналіз, обробка та поширення розвідувальних даних із метою захисту територіальної цілісності, незалежності та широких інтересів Північної Македонії відповідно до Конституції, Закону про оборону та концепції національної безпеки й оборони Північної Македонії.
- Планування, аналіз, обробка та поширення розвідувальних даних, необхідних для участі в підтримці миру та операціях з відвернення конфліктів під керівництвом НАТО.
- Розвідувальне забезпечення гуманітарних операцій та операцій з підтримки миру в ході подолання стихійних лих і гуманітарних криз.